# Carlo II Manfredi
Carlo II Manfredi (Faenza, 1439 – Rimini, 1484) è stato signore di Faenza.

## Biografia
Nato a Faenza, era figlio di Astorre II Manfredi. Succedette al padre alla guida della città come vicario dello Stato Pontificio nel marzo 1468. Il 26 agosto 1471 sposò Costanza da Varano, figlia di Rodolfo da Varano, signore di Camerino.
Attaccato dal fratello Galeotto, fino ad allora allontanato da Faenza malgrado il testamento paterno, fu costretto a lasciargli la signoria della città nel novembre 1477. Morì di peste a Rimini nel 1484.

## Discendenza
Dalla moglie Costanza ebbe un figlio:
- Ottaviano (6 agosto 1472-12 aprile 1499).[2][3]. Ottenne l'investitura imperiale e il diritto di successione al governo di Faenza il 2 ottobre 1477, ma fu esiliato con i genitori dallo zio Galeotto. Sostenuto dai Fiorentini, cerca senza successo di riottenere il governo della città contro il cugino Astorre IV, ed è infine assassinato.

## Ascendenza
|                                              |                                             |                                                      | Genitori                                             |  |  | Nonni |  |  | Bisnonni                                 |  |  | Trisnonni                                |  |
|                                              |                                             |                                                      |                                                      |  |  |       |  |  | 8. Astorre I Manfredi, signore di Faenza |  |  | 16. Giovanni Manfredi, signore di Faenza |  |
|                                              |                                             |                                                      |                                                      |  |  |       |  |  | 8. Astorre I Manfredi, signore di Faenza |  |  | 16. Giovanni Manfredi, signore di Faenza |  |
|                                              |                                             | 17. Ginevra Mongardino                               |                                                      |  |  |       |  |  | 8. Astorre I Manfredi, signore di Faenza |  |  |                                          |  |
| 4. Gian Galeazzo Manfredi, signore di Faenza |                                             |                                                      |                                                      |  |  |       |  |  | 8. Astorre I Manfredi, signore di Faenza |  |  |                                          |  |
|                                              |                                             | 9. Leta da Polenta                                   | 18. Guido III da Polenta, signore di Ravenna         |  |  |       |  |  |                                          |  |  |                                          |  |
|                                              |                                             | 9. Leta da Polenta                                   | 18. Guido III da Polenta, signore di Ravenna         |  |  |       |  |  |                                          |  |  |                                          |  |
|                                              |                                             | 9. Leta da Polenta                                   | 19. Elisa d'Este                                     |  |  |       |  |  |                                          |  |  |                                          |  |
| 2. Astorre II Manfredi, signore di Faenza    |                                             | 9. Leta da Polenta                                   |                                                      |  |  |       |  |  |                                          |  |  |                                          |  |
|                                              |                                             | 10. Galeotto I Malatesta, signore di Rimini e Cesena | 20. Pandolfo I Malatesta, signore di Rimini e Pesaro |  |  |       |  |  |                                          |  |  |                                          |  |
|                                              |                                             | 10. Galeotto I Malatesta, signore di Rimini e Cesena | 20. Pandolfo I Malatesta, signore di Rimini e Pesaro |  |  |       |  |  |                                          |  |  |                                          |  |
|                                              |                                             | 10. Galeotto I Malatesta, signore di Rimini e Cesena | 21. Taddea                                           |  |  |       |  |  |                                          |  |  |                                          |  |
| 5. Gentile Malatesta                         |                                             | 10. Galeotto I Malatesta, signore di Rimini e Cesena |                                                      |  |  |       |  |  |                                          |  |  |                                          |  |
|                                              |                                             | 11. Gentile da Varano                                | 22. Rodolfo II da Varano, signore di Camerino        |  |  |       |  |  |                                          |  |  |                                          |  |
|                                              |                                             | 11. Gentile da Varano                                | 22. Rodolfo II da Varano, signore di Camerino        |  |  |       |  |  |                                          |  |  |                                          |  |
|                                              |                                             | 11. Gentile da Varano                                | 23. Camilla Chiavelli                                |  |  |       |  |  |                                          |  |  |                                          |  |
| 1. Carlo II Manfredi, signore di Faenza      |                                             | 11. Gentile da Varano                                |                                                      |  |  |       |  |  |                                          |  |  |                                          |  |
|                                              | 12. Alberico II da Barbiano, conte di Cunio | 24. Lodovico da Barbiano, conte di Cunio             |                                                      |  |  |       |  |  |                                          |  |  |                                          |  |
|                                              | 12. Alberico II da Barbiano, conte di Cunio | 24. Lodovico da Barbiano, conte di Cunio             |                                                      |  |  |       |  |  |                                          |  |  |                                          |  |
|                                              | 12. Alberico II da Barbiano, conte di Cunio | 25. Isabella Manfredi                                |                                                      |  |  |       |  |  |                                          |  |  |                                          |  |
| 6. Lodovico da Barbiano, conte di Cunio      | 12. Alberico II da Barbiano, conte di Cunio |                                                      |                                                      |  |  |       |  |  |                                          |  |  |                                          |  |
|                                              |                                             | 13. Antonia Manfredi                                 | 26. Astorre I Manfredi, signore di Faenza (= 8.)     |  |  |       |  |  |                                          |  |  |                                          |  |
|                                              |                                             | 13. Antonia Manfredi                                 | 26. Astorre I Manfredi, signore di Faenza (= 8.)     |  |  |       |  |  |                                          |  |  |                                          |  |
|                                              |                                             | 13. Antonia Manfredi                                 | 27. Leta da Polenta (= 9.)                           |  |  |       |  |  |                                          |  |  |                                          |  |
| 3. Giovanna da Barbiano                      |                                             | 13. Antonia Manfredi                                 |                                                      |  |  |       |  |  |                                          |  |  |                                          |  |
|                                              |                                             | 14. Filippino Casati, patrizio milanese              | 28. Giovanni "Giovannino" Casati                     |  |  |       |  |  |                                          |  |  |                                          |  |
|                                              |                                             | 14. Filippino Casati, patrizio milanese              | 28. Giovanni "Giovannino" Casati                     |  |  |       |  |  |                                          |  |  |                                          |  |
|                                              |                                             | 14. Filippino Casati, patrizio milanese              | …                                                    |  |  |       |  |  |                                          |  |  |                                          |  |
| 7. Fiorbellina Casati                        |                                             | 14. Filippino Casati, patrizio milanese              |                                                      |  |  |       |  |  |                                          |  |  |                                          |  |
|                                              |                                             | 15. Elisabetta Rusconi                               | …                                                    |  |  |       |  |  |                                          |  |  |                                          |  |
|                                              |                                             | 15. Elisabetta Rusconi                               | …                                                    |  |  |       |  |  |                                          |  |  |                                          |  |
|                                              |                                             | 15. Elisabetta Rusconi                               | …                                                    |  |  |       |  |  |                                          |  |  |                                          |  |
|                                              |                                             | 15. Elisabetta Rusconi                               |                                                      |  |  |       |  |  |                                          |  |  |                                          |  |